# Black Panther (serie de televisión)
Black Panther es un cómic en movimiento estadounidense  y serie de televisión de Marvel Knights Animation, basado en el superhéroe de Marvel Comics del mismo nombre. Fue la primera serie de televisión animada producida por BET desde Hey Monie!. Cada uno de los seis episodios de la serie tuvo una duración de 20 minutos.
La serie fue transmitida en el canal infantil australiano ABC Me (anteriormente ABC3) en enero de 2010  y en Estados Unidos por BET en noviembre de 2011.

## Trama
Al convertirse en el nuevo Pantera Negra tras el asesinato de su padre T'Chaka, T'Challa lidia con los celos en la corte real de Wakanda mientras busca al hombre que mató a su padre. Sin que Black Panther lo sepa, Klaw (el hombre que asesinó a T'Chaka) ha reunido a un grupo de villanos formado por Batroc el Saltador, Juggernaut, el Caballero Negro del Vaticano y el Hombre Radioactivo ruso para ayudarle a apoderarse de Wakanda.

## Elenco
- Djimon Hounsou como T'Challa / Pantera Negra [7]
- Stan Lee como el general Wallace
- Kerry Washington como la princesa Shuri
- Alfre Woodard como Dondi Reese, Reina Madre, Dora Milaje
- Carl Lumbly como el tío S'Yan
- Jill Scott como Tormenta
- Stephen Stanton como Klaw

### Voces adicionales
- Jonathan Adams como T'Chaka
- JB Blanc como Caballero Negro, Caníbal Masculino, Batroc el Saltador
- David Busch como Everett K. Ross
- Taye Diggs como Pantera Negra histórica #2
- Phil LaMarr como T'Shan
- Peter Lurie como Juggernaut
- Phil Morris como W'Kabi
- Vanessa Marshall como Dora Milaje, mujer caníbal
- Nolan North como cíclope, Nightcrawler
- Adrian Pasdar como Capitán América
- Kevin Michael Richardson como Wolverine, Pantera Negra histórica #1
- Rick D. Wasserman como hombre radiactivo

## Producción
En una presentación celebrada en la ciudad de Nueva York en abril de 2008, BET anunció que había firmado un acuerdo con Marvel Comics para convertir Black Panther en una serie animada de media hora en horario estelar. En julio de 2008, en la Comic-Con Internacional de San Diego, se mostró públicamente el primer metraje de la serie, lo que indica que la serie era esencialmente solo versiones cómicas en movimiento de la miniserie lanzada por Marvel Comics.
El programa fue supervisado por Reginald Hudlin (presidente de Entretenimiento de BET), Eric S. Rollman (presidente de Marvel Animation) y John Romita, Jr., escritor y dibujante, respectivamente, del arco argumental del cómic Black Panther titulado "Who Qué es Black Panther?", en el que se basaron los primeros seis episodios.  Sólo existen desviaciones sutiles del cómic, como la sustitución de Rhino por Juggernaut.
Djimon Hounsou fue elegido para dar voz a T'Challa/Black Panther. La serie fue dirigida por Mark Brooks y Jon Schnepp. Jon Schnepp codirigió y editó los episodios 4 y 5 de la serie de cómics animados en movimiento de 6 episodios. El tema principal fue compuesto por Stephen James Taylor en un dialecto supuestamente wakandiano (el idioma nativo del personaje de ficción). En realidad, la canción empleaba un lenguaje de base bantú creado por Taylor.

## Comunicados de prensa

### Australia
Magna Pacific lanzó la serie en la región 4. Fue lanzado en DVD y Blu-ray el 1 de diciembre de 2010.

### Estados Unidos
El 18 de enero de 2011, Shout! lanzó la serie en DVD de la Región 1. Era parte de la línea Marvel Knights Animation, la línea reservada para los cómics en movimiento de Marvel.

#### Transmisión
El 16 de marzo de 2018, la serie completa fue lanzada a través del canal de YouTube de Marvel de forma gratuita como Marvel Knights Animation - Black Panther.